# Kateřina Došková
Kateřina Došková (* 20. února 1982) je bývalá česká fotbalistka, útočnice. Na klubové úrovni hrála za Spartu Praha, v Lize mistrů odehrála 31 zápasů a vstřelila 9 gólů. Za českou reprezentaci odehrála 66 zápasů a vstřelila 11 gólů.
V roce 2002 byla zvolena fotbalistou roku.